# Успенівка (Покровська міська громада)
Успе́нівка — село Покровської міської громади Покровського району Донецької області, в Україні. Приблизний рік заснування — 1924. У селі мешкає близько 400 людей.

## Загальні відомості
Відстань до райцентру становить близько 20 км і проходить автошляхом Т 0515. Успенівка розташована на лівому березі Солоної.

## Населення
За даними перепису 2001 року населення села становило 400 осіб, із них 93,79 % зазначили рідною мову українську та 6,21 % — російську.

## Освіта
В Успенівці від 1967 року діє 9-річна загальноосвітня школа, що стала наступницею старої школи в сусідньому селі Нововасилівка, станом на 2012 рік кількість учнів — менше 30, тому школа під загрозою закриття. Успенівська ЗОШ відрізнялась рівнем математичної підготовки, зокрема завдяки Гусаку Олександру Петровичу, та спортивними досягненнями серед команд району, зокрема футбольної команди, що представляла Успенівку на офіційних та товариських змаганнях.
Також в Успенівці розміщено єдиний на території сільради дошкільний навчальний заклад.

## Культура
Філіал Новотроїцького центру культури та дозвілля — Успенівський будинок культури, насправді можна вважати головним культурним закладом сільради, адже щонайменше останні 15 років тільки в ньому стабільно, щосуботи та у святкові дні, проводяться дискотеки, періодично — виступи колективів художньої самодіяльності. Дискотеки в Успенівському будинку культури дуже добре зарекомендували себе серед аудиторії Покровського району завдяки підбіркам музики та якісному світлообладнанню в залі, зокрема в період 1999—2007 років, попри те, що будинок культури перебуває в напіваварійному стані і не опалюється взимку. Культурне життя в селі не було б можливим, якби не ентузіазм декількох мешканців Успенівки та сусідніх сіл, в тому числі різних в окремий час завклубів та учасників колективу художньої самодіяльності. Вихованці Успенівського будинку культури, співаки та співачки, танцювальні колективи, неодноразово ставали призерами районних конкурсів на кшталт «Шанс», а також проводили виїзні та спільні концерти з іншими колективами.
У зв'язку з напіваварійним станом, сільську бібліотеку, розташовану на другому поверсі будинку культури, було перенесено до школи.

## Інфраструктура
Поряд з іншими закладами розміщено два продовольчо-господарські магазини, АТС, що підтримує стаціонарний телефонний зв'язок у селі, та фельдшерський пункт.